# モノ川

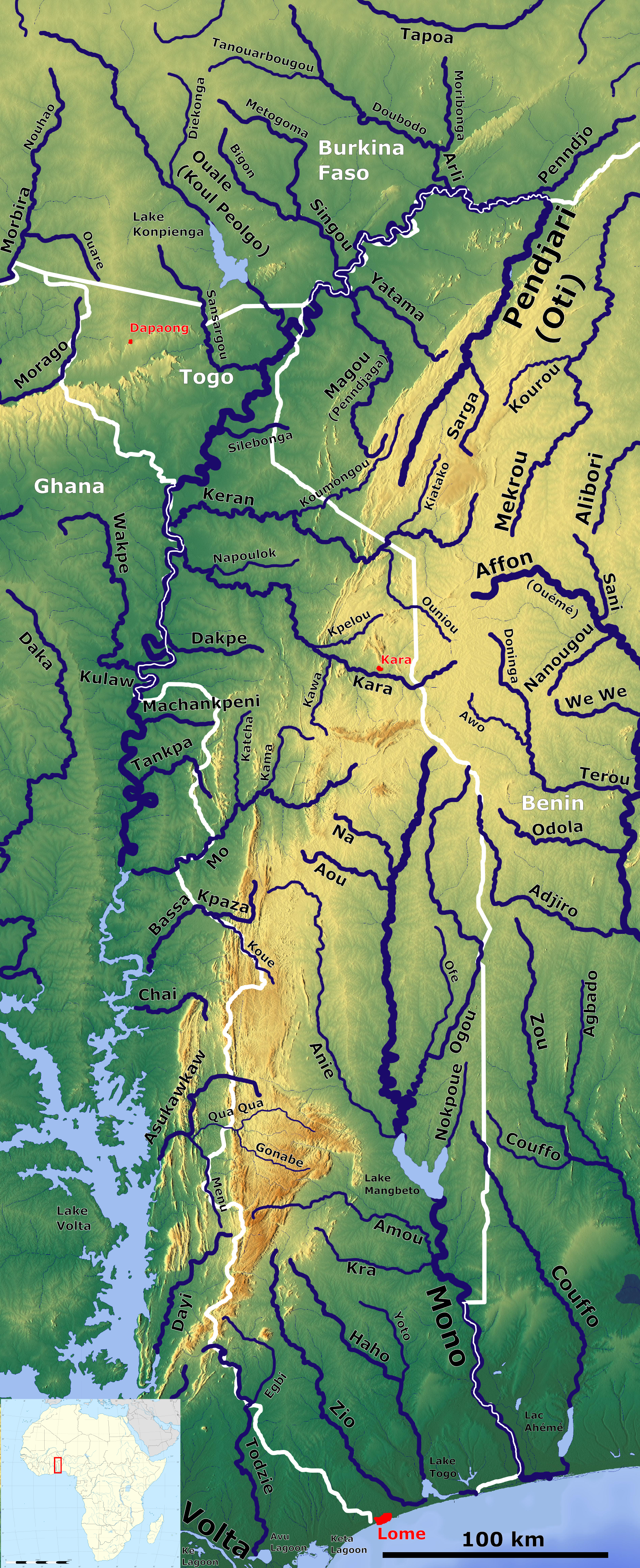
トーゴ周辺とオティ川 (北) とモノ川 (南)の地図

モノ川（モノがわ）はトーゴ東部の主要な川である。

## 地理
長さは467 kmで、流域面積は25,000 m²である。モノ川はソコデの町やベナン国境を南に向かって流れていて、川の南側を河口に向かって伝うと、川はベナン・トーゴ国境を形成している。モノ川は広範囲の汽水域やトーゴ湖を含むラグーン、湖を通って、ベニン湾に注いでいる。

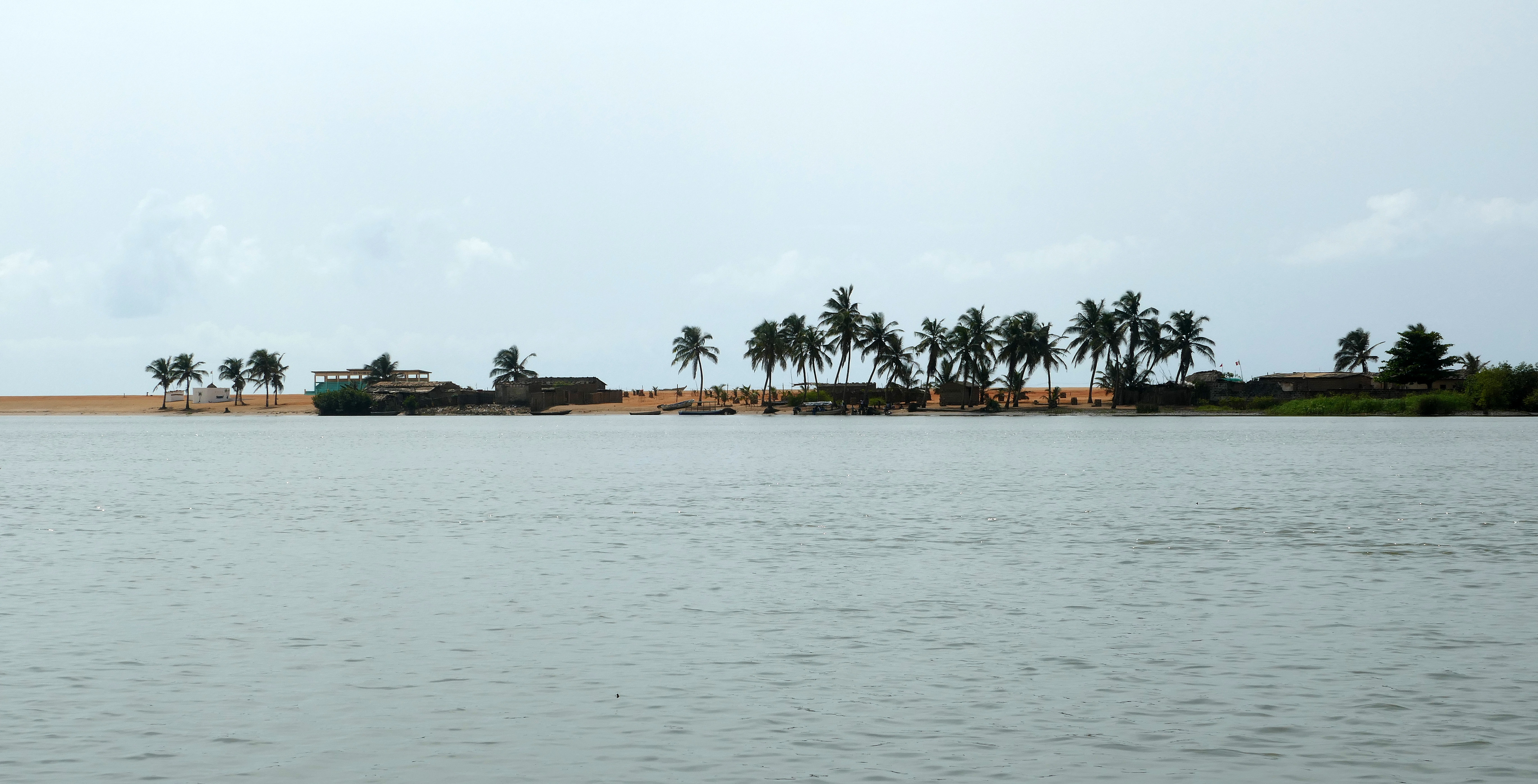
モノ川の眺望
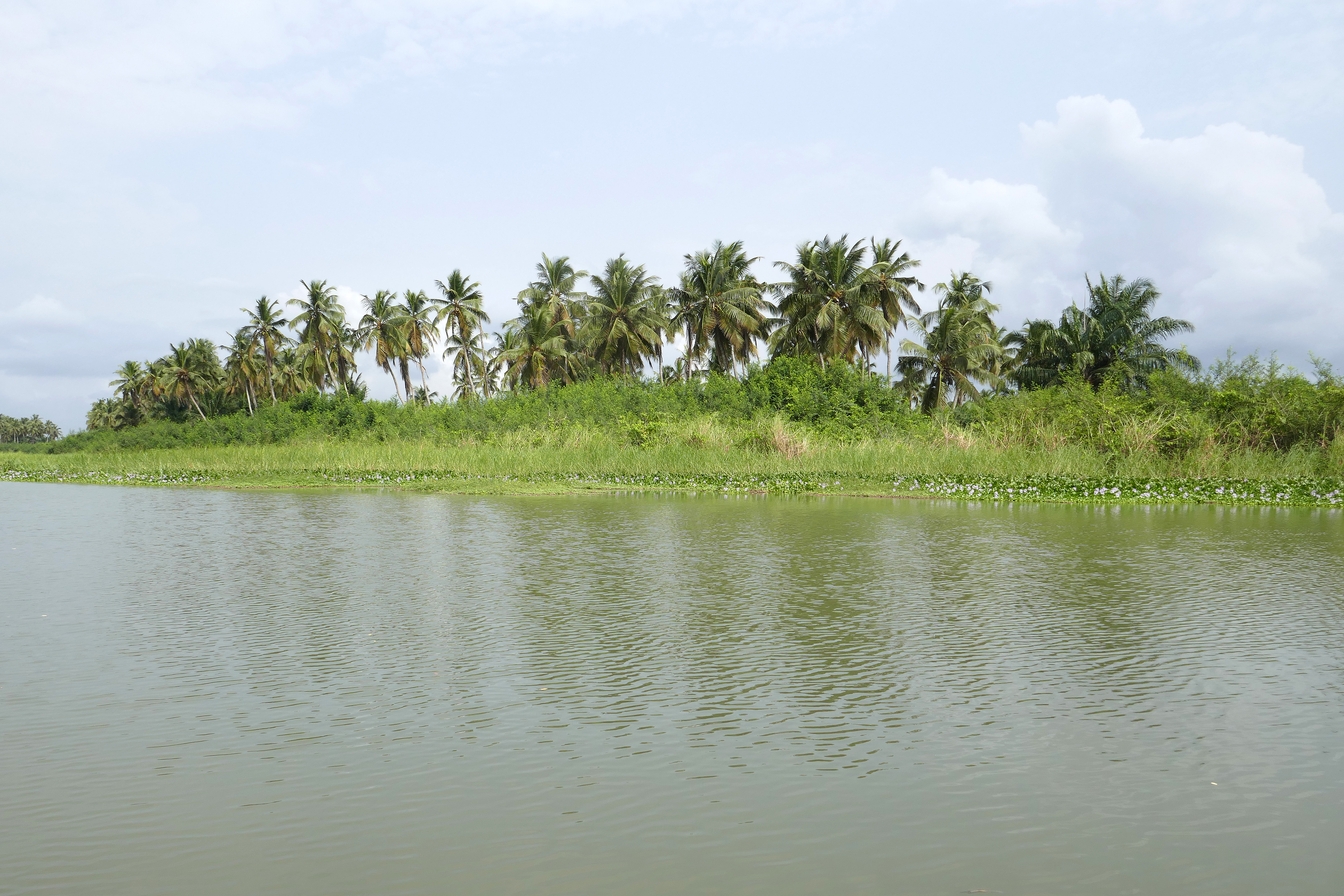
風景

## 経済
河口に最も近い部分のみが航行可能な水域となっている。より上流のほとんどのモノ川の流域は耕起され、とうもろこしやヤム、米、木綿、キャッサバの耕作が行われている。

## ダム建設
この川は河口から160キロメートル (km)のところで、ベナン・トーゴ両国の協力で1987年に完成したナンベトダムによってせき止められている。研究からダムからの経済的利益が報告されていて、その背景には観光と釣りが含まれる。しかし、ダムの建設によって7,600人から10,000人の人々が住居を移動させ、同研究はダムは季節間での流量のゆらぎを減らしたことで、実質的に河口でのラグーンの生態系を変えたことを示している。2番目のダム計画である、アジャララダムはナンベトダムと河口との間で1990年代に建設が提案されたが2017年に中国アフリカ開発基金がダム計画の支援を了承するまで融資を受けられなかった。ダム建設は、トーゴとベナンの電力のほとんどをガーナのアコソンボダムより現在輸入することが必要であるから、ベナンの国内発電容量を20から70%に増加させる政府の計画の一部である。

## 自然
河口から約35 km上流に、6連の急流がある。この下では、川の流れが遅くなり、湿地の氾濫原の上を流れて、トーゴとベナン両国に連続した湿地帯を形成している。この地域では葦やスゲ、草がよく育ち、アフリカマナティー、ワニやカバが川に生息している。
2017年にモノ川の河口はユネスコにモノ越境生物圏保護区にトーゴ・ベナン二国間で指定された。固有種と絶滅危惧種としてアカハラグエノン、タイマイ、オサガメ、アオウミガメ、ヒメウミガメなどが生息している。また、河口のカズザキヒルギ、ブラックマングローブなどのマングローブを含む下流部のトーゴ側もベナン側もラムサール条約登録地に指定されている。

## 流量測定
河口から111 kmの距離に位置するベナンのアティエメで49年間流量を観察した(1944年 - 1992年)。
アティエメでの平均流量はこの時期に、表面積21,575 km²、全流域の90%以上に対して54 m³/sの値を計測した。
モノ川の流れは非常に不規則である。低水位となる期間が長く、完全に川が枯渇する場合もある。2月から4月までに観測された平均流量は0 m³/sを示した。一方、洪水が頻発する月である9月の値は261 m³/sであり、季節的な不規則性が非常に大きいことを示している。49年間の観察期間において、月ごとの最小平均流量は0 m³/sで、最大平均流量は560 m³/sであった。
以下はモノ川における各月の平均流量である。
|     |     |     |     |     |     |      |     |     |      |      |      |
| 0.2 | 0.0 | 0.0 | 0.0 | 1.2 | 7.6 | 44.2 | 169 | 261 | 142  | 19.9 | 1.9  |
| 1月 | 2月 | 3月 | 4月 | 5月 | 6月 | 7月  | 8月 | 9月 | 10月 | 11月 | 12月 |